# Sông Mỏ Đá
Sông Mỏ Đá là một con sông đổ ra Sông Hoàng Mai. Sông có chiều dài 11 km và diện tích lưu vực là km². Sông Mỏ Đá chảy qua các tỉnh Thanh Hóa, Nghệ An. Sông Mỏ Đá thực chất là một đoạn của tuyến sông Nhà Lê được đào từ thời vua Lê Đại Hành.